# Ombella-Mpoko
Ombella-Mpoko – prefektura w Republice Środkowoafrykańskiej z siedzibą w Bimbo. Wchodzi w skład regionu Plateaux.
Prefektura rozciąga się w zachodniej części kraju i graniczy od południowego wschodu z Demokratyczną Republiką Konga. Na południu Ombella-M'Poko graniczy z prefekturą Lobaye, na zachodzie z prefekturami Mambéré-Kadéï, Nana-Mambéré, Ouham-Pendé, na północy z prefekturą Ouham i na północnym wschodzie z prefekturą Kémo. Ponadto znajduje się tu miasto wydzielone Bangi – stolica kraju, tworzące odrębną jednostkę administracyjną.
Powierzchnia Ombella-Mpoko wynosi 31 835 km². W 1988 zamieszkiwało ją 170 584, a w 2003 roku 356 725 osób.
W skład Ombella-Mpoko wchodzi 6 podprefektur (sous-préfectures) i 8 gmin (communes):
- podprefektura Boali
  - Boali
- podprefektura Bimbo
  - Bimbo
- podprefektura Bogangolo
  - Bogangolo
- podprefektura Damara
  - Damara
- podprefektura Bossembélé
  - Bossembélé
  - La Mbi
- podprefektura Yaloké
  - Guézéli
  - Yaloké